# Vanaja
Vanaja – nagrodzony na wielu festiwalach indyjski film artystyczny z 2006 roku wyreżyserowany według własnego scenariusza przez debiutanta Rajnesh Domalpalli. Film został nakręcony w języku telugu na południu Indii w  wioskach Andhra Pradesh. Film niskobudżetowy, z udziałem nieprofesjonalnych aktorów, nakręcony w ciągu 2,5 miesiąca jako praca dyplomowa w ramach  Master of Fine Arts na Columbia University. W tytułowej roli, 15-letniej dziewczynki uczącej się indyjskiego tańca klasycznego Kuchipudi wystąpiła Mamatha Bhukya. Dramat ten otrzymał nagrodę za najlepszy debiut na Międzynarodowym Festiwalu Filmowym w Berlinie.
Film opowiada historię córki uzależnionego od alkoholu rybaka, która porzuciwszy szkołę zaczyna uczyć się tańca u byłej tancerki. Wykorzystana przez jej syna, urodziwszy dziecko próbuje walczyć o swoją godność, o swoje miejsce w życiu. Film przepełniają ponadto piękne sceny klasycznego tańca na tle krajobrazu południowych Indii.

## Fabuła
Vanaja (Mamatha Bhukya) to 14-letnia dziewczynka zafascynowana tańcem. Chce w nim znaleźć wolność i światło, którego jej brakuje w życiu. Wcześnie osierocona żyje u boku zapijającego myśli o długach bezrobotnego ojca. Jej świat rozświetla się, gdy pewnego razu udaje jej się przekonać braminkę, aby ta służącą w jej domu Vanaję uczyła tańca klasycznego. Dziewczynka jest zachwycona tańcem i rosnącą zażyłością między nią a jej nauczycielką. Jej życie zmienia się jednak, gdy w domu pojawia się pożądliwie przyglądający się jej tańcom syn pani domu...

## Motywy kina indyjskiego
- Andhra Pradesh (Iqbal) * kasty (Mój kraj) * przedstawienie (Aaja Nachle) * szal- symbol czystości kobiecej (Pardes) * nawiązanie do Mahabharaty * szkoła (Guru, Mój kraj) * rybacy * na wsi * modlitwa w domowej kapliczce (Czasem słońce, czasem deszcz, Dharm) * relacja nauczyciel-uczeń (Iqbal) * nauka spiewu (Akele Hum Akele Tum, Banaras – A Mystic Love Story) * nauka tańca (Pournami, Aaja Nachle) * błogosławieństwo * pijak (Chalte Chalte, Devdas) * rozbicie kokosa- dar dla bogów (Duplicate, Om Shanti Om) * powrót ze studiów w USA do Indii * kandydat na posła (Lesa Lesa, Sainikudu, Athadu, Yuva) * relacja matki z synem * relacja służąca- pan * gwałt (Bandit Queen, Dushman) * relacja córki i ojca * ciąża (Salaam Namaste) * plan aborcji (Aarzoo) * ceremonia religijna * słoń (Murari) * zemsta * karmienie jako znak miłości * modlitwa * pobicie kandydata na posła (Lesa Lesa) * bransoletki (Czasem słońce, czasem deszcz) * guru * śmierć ojca * hinduski pogrzeb ze spaleniem zwłok * matka opuszcza dziecko (Akele Hum Akele Tum, Dharm)

## Obsada
- Mamatha Bhukya ... Vanaja
- Urmila Dammannagari ... Rama Devi
- Ramachandriah Marikanti ... Somayya
- Krishnamma Gundimalla ... Radhamma
- Karan Singh ... Shekhar
- Bhavani Renukunta ... Lacchi